# Festes Haus

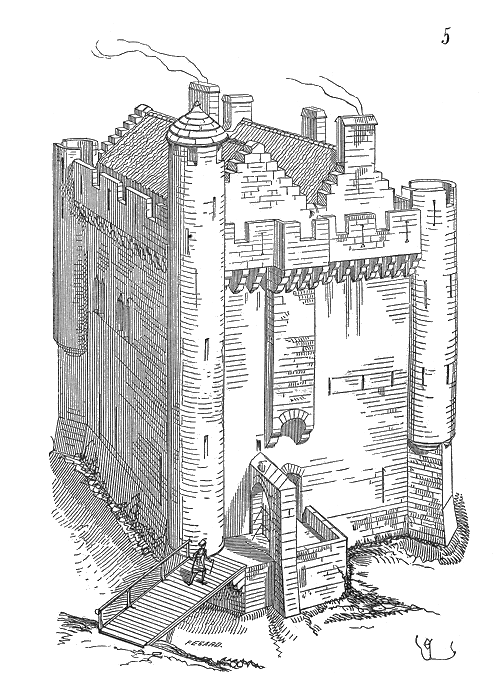
Maison forte in Camarsac, 14. Jh. (Rekonstruktion von Viollet-le-Duc)

Als Festes Haus (französisch maison forte, englisch fortified house) wird in der Burgenforschung ein bedingt wehrhaftes Gebäude mit relativ starken Mauern bezeichnet, das – ähnlich wie der Wohnturm – dem adligen Besitzer zu Wohn-, Wehr- und Repräsentationszwecken diente. Das so bezeichnete Gebäude kann Teil einer größeren Burg sein oder einzeln stehen. „Feste Häuser“ sind spätestens seit dem 10. Jahrhundert nachweisbar. In der Frühen Neuzeit (16. und 17. Jahrhundert) kam ein vergleichbarer Haustyp wieder vermehrt in Gebrauch, der als leicht bewehrter Adelssitz genutzt wurde.

## Feste Häuser im Früh-, Hoch- und Spätmittelalter

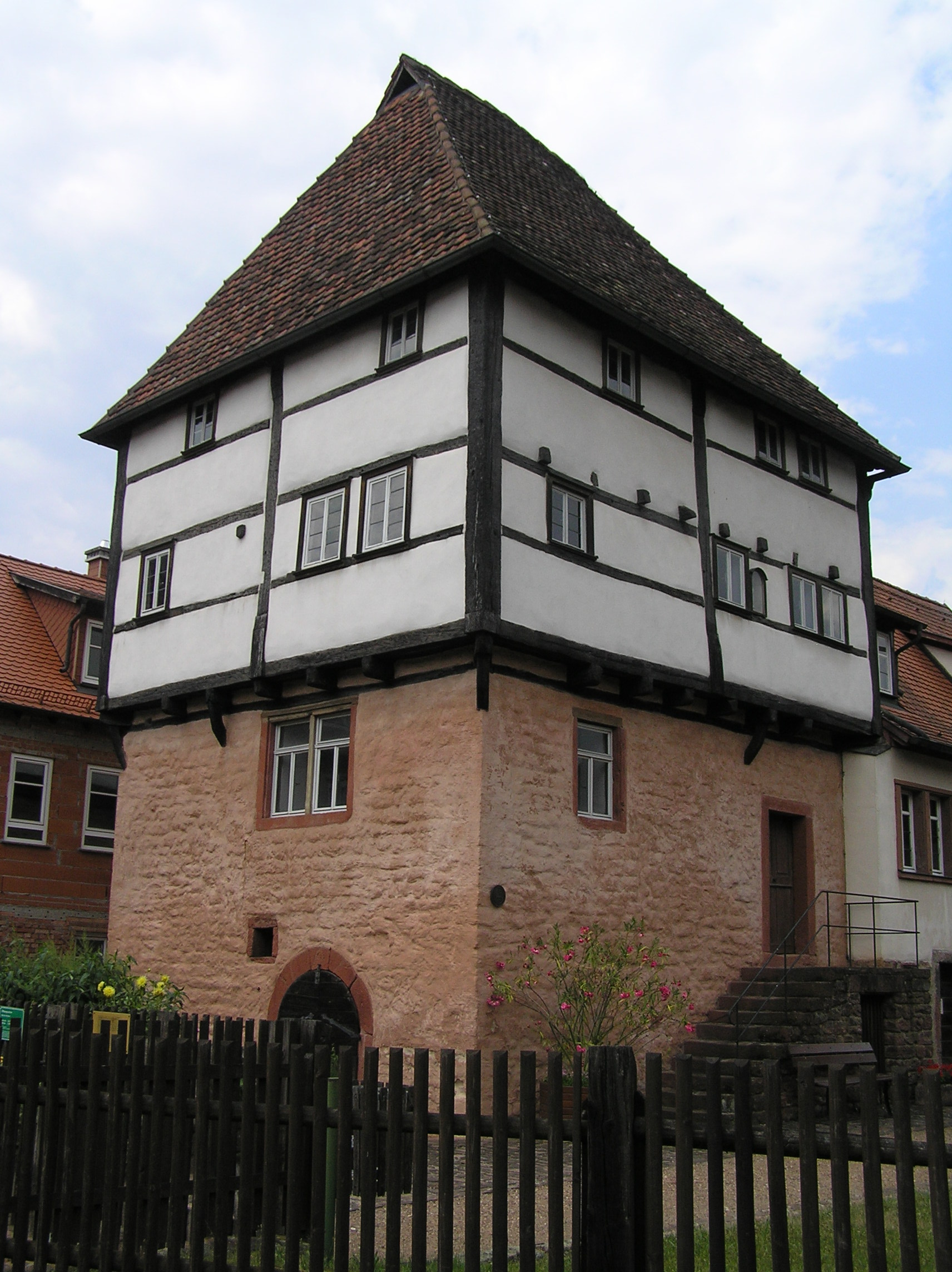
Templerhaus (Amorbach), 1291 in die erhaltene Form umgebaut

Der Bautyp des Festen Hauses lässt sich seit dem Frühmittelalter, spätestens ab der Mitte des 10. Jahrhunderts nachweisen. Es handelte sich dabei um ein freistehendes Gebäude mit meist längsrechteckigem Grundriss und bis zu drei Geschossen. Der Eingang befand sich meistens im Erdgeschoss (im Gegensatz zum zeitgleichen Wohnturm, der meist einen Hocheingang hatte). Ein Festes Haus war – im Unterschied zu den meist aus Holz, Lehm oder Fachwerk bestehenden Wohnhäusern der einfachen Bevölkerung – oft in Steinbauweise (meist aus Feldsteinen) errichtet. Der wehrhafte Charakter zeigt sich unter anderem an den nur kleinen Fensteröffnungen oder Lichtschlitzen im Erdgeschoss. Die Obergeschosse konnten in Blockbau- oder Fachwerkbauweise oder ebenfalls in Stein ausgeführt sein. Es kommen aber auch komplette Holz-Lehmbauten auf Steinschwellen in Ständerbauweise vor. Da die erhaltene Bausubstanz oft nicht über die Grundmauern hinausgeht, ist eine genaue Rekonstruktion der frühmittelalterlichen Festen Häuser oft schwierig.
Häufig waren sie von einer Gräfte, einem Trockengraben oder einer Palisade (manchmal auf Erdwällen) bzw. einer Feldsteinmauer umgeben. Sie besaßen dadurch einen (wenn auch meist nur bescheidenen) Verteidigungs- und Repräsentationswert, jedenfalls im Vergleich zu den unbefestigten Bauernhöfen. Meist verfügten sie auch über einen nicht oder nur leicht befestigten Wirtschaftshof (Vorburg). 
Als Vorgänger der Bauform kann die frühmittelalterliche „germanische Halle“ gelten, ein in Holzbauweise errichtetes Wohngebäude mit längsrechteckigem Grundriss, das manchmal auch zum Wohnstallhaus erweitert wurde, aus dem sich dann das bäuerliche Hallenhaus entwickelt hat. Das früh- und hochmittelalterliche Feste Haus hat sich, im Gegensatz zu anderen Formen der repräsentativen adligen Wohnarchitektur, somit aus einfachen Gebäuden entwickelt.

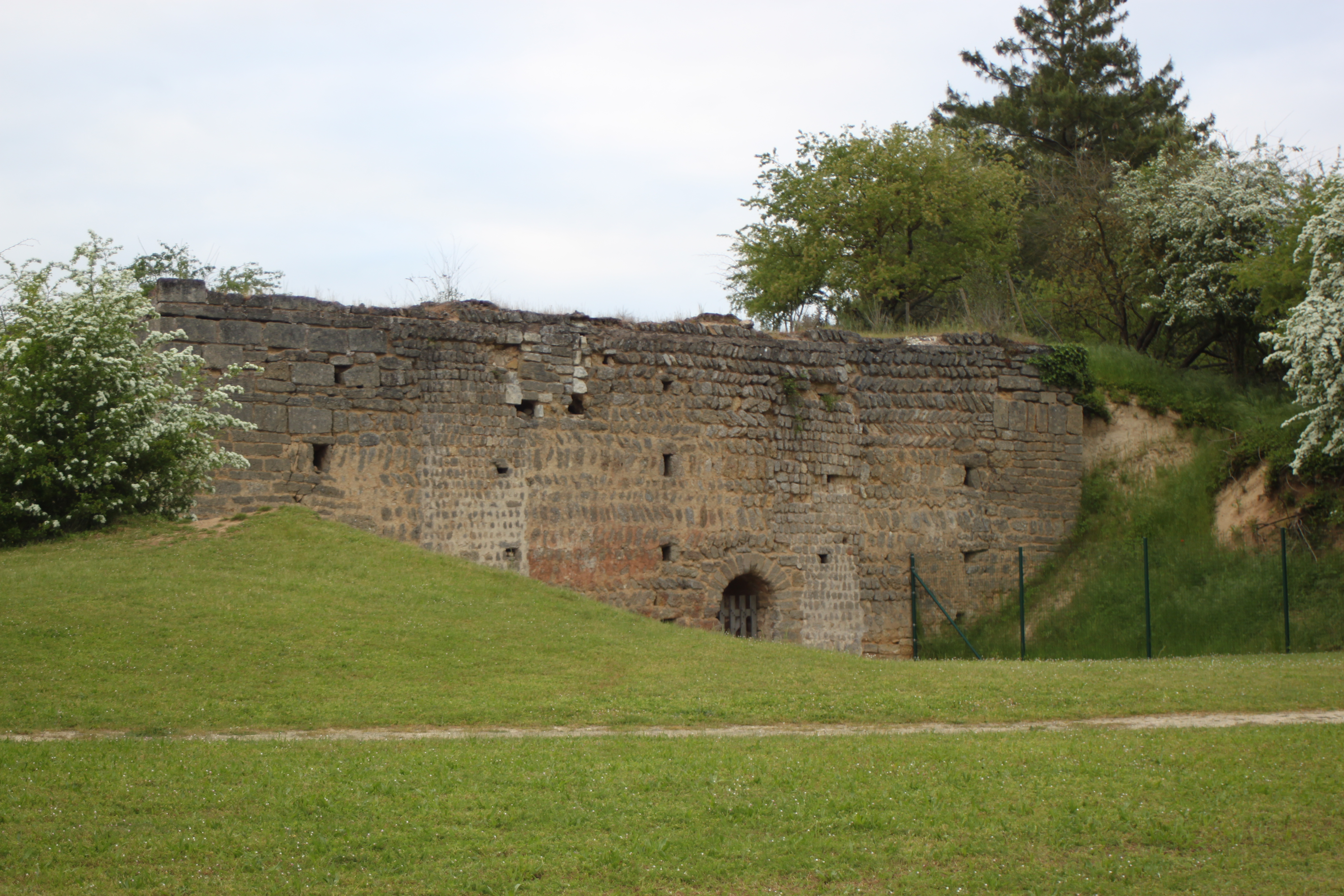
Eingemottetes Steinhaus bei Doué-la-Fontaine

Die Festen Häuser des 10. und 11. Jahrhunderts waren oft Bestandteil einer Burganlage und bildeten ihren Kern, der häufig in späterer Zeit durch Umbauten und zusätzliche Gebäude ergänzt wurde. Ein Beispiel ist ein in karolingischer Zeit um 900 errichtetes Steinhaus in Doué-la-Fontaine (Département Maine-et-Loire, Frankreich), das nach einem Brand um 940 mindestens zweigeschossig aufgestockt wurde und dann um 1000 zusätzlich noch im bisherigen Erdgeschossbereich eingemottet, d. h. mit einem aufgeschütteten Erdhügel (Motte) umgeben wurde, der im ursprünglichen Eingangsbereich heute wieder abgetragen ist. An Beispielen wie diesem zeigt sich, dass durch spätere Aufstockungen eine Umwandlung in einen Wohnturm stattfinden konnte, sofern die Mauerstärke ausreichte. Der Wohnturm unterscheidet sich zunächst rein formal durch seine größere Höhe vom Festen Haus. Der Übergang zwischen den beiden Bauformen kann im Einzelfall fließend sein. Dies trifft auch für einige französische Donjons und englische Keeps zu, die mit ihrer gedrungenen Form nicht den vertikal betonten Charakter eines typischen Turmbaus haben.
Im 11. Jahrhundert gab es im Burgenbau ein Nebeneinander der beiden Bauformen Festes Haus und Wohnturm (Holz- oder Steinbauweise), beide fanden sich auch als Hauptgebäude auf den Motten (künstlichen Turmhügeln) der Zeit. Der bruchstückhafte Baubestand macht eine Zuordnung dabei oft schwer, zumal in dieser Zeit öfter auch Feste Häuser durch zusätzliche Geschosse zu Turmbauten aufgestockt wurden. Als Anschauung mag die Bachritterburg Kanzach dienen, die Rekonstruktion eines auf Steinsockel errichteten hölzernen Wohnturms des 13. Jahrhunderts, auf niedriger Motte mit Graben und Flechtzaun mit durch Erdwall und Palisade leicht befestigtem Wirtschaftshof.
Im Hochmittelalter, ab der zweiten Hälfte des 12. Jahrhunderts, begann in Mitteleuropa eine neue Entwicklung in der Burgenarchitektur, bei der Wohn- und Wehrfunktion zunehmend voneinander getrennt wurden: Es entstanden die Bauform des wehrhaften und üblicherweise unbewohnten Bergfrieds auf der einen Seite und auf der anderen Seite der Palas oder ähnliche Saalbauten, die sich durch zahlreiche größere Fenster, Bauschmuck und höheren Wohnkomfort deutlich vom früheren Festen Haus unterschieden. Die Zusammenfassung und kompakte Konzentration von Wohn- und Wehrfunktion entsprach nicht mehr den Ansprüchen der adligen Burgherren dieser Zeit.
Im Spätmittelalter kam es zum Übergang von der Burg zum Herrenhaus, und nun entstanden wiederum Wohnbauten, die nur schwach befestigt waren und der neu entstandenen Artillerie keinen Widerstand entgegensetzen konnten. Sie waren aber durchaus zur Verteidigung mit Handfeuerwaffen ausgelegt, was man oft an den Schlüsselscharten erkennen kann. Sie konnten auch mit einem eigenen Geschützdeck im obersten Geschoss aufgerüstet werden.

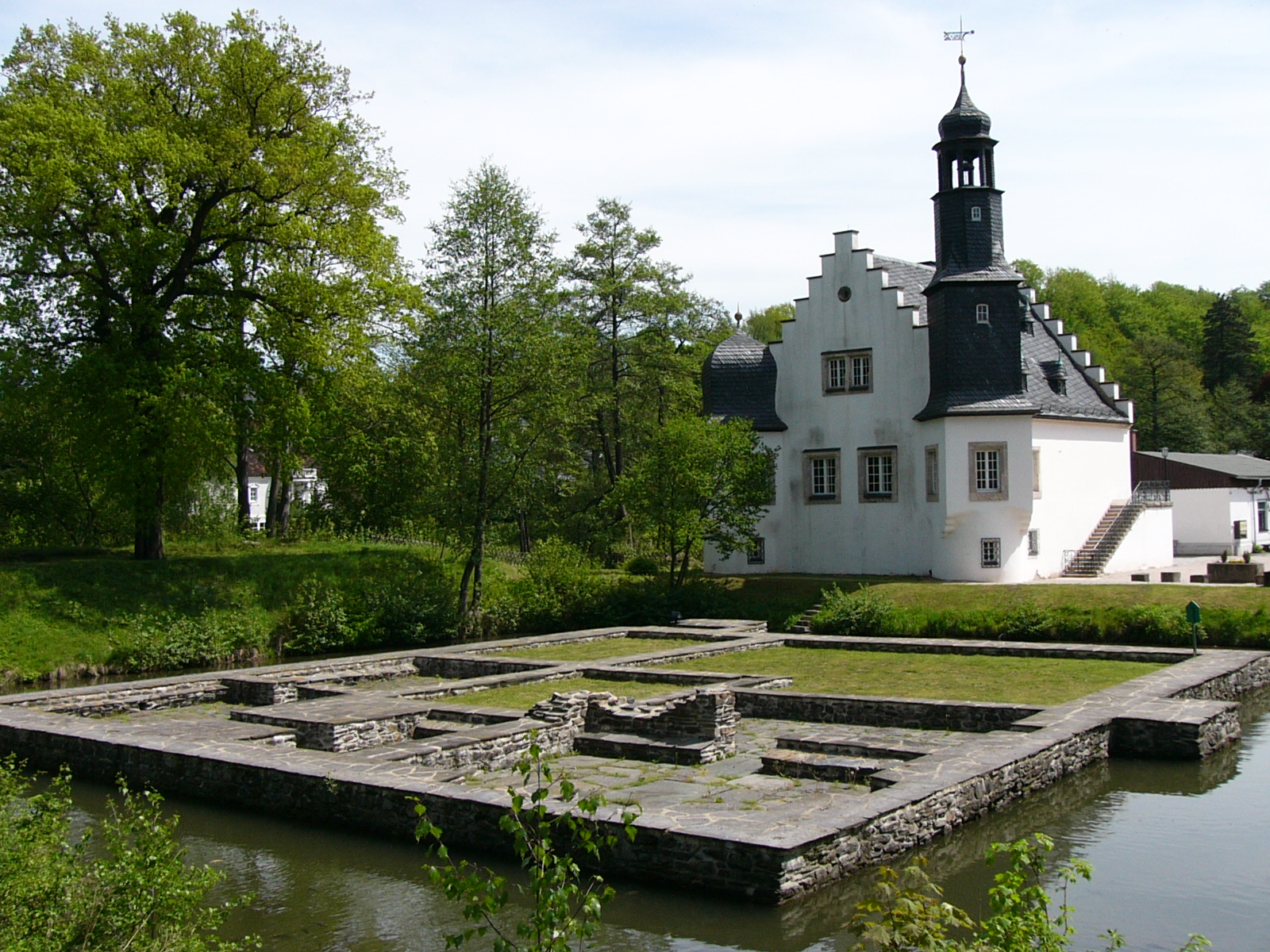
Gut Göltzsch in Rodewisch/Sachsen, Ausgrabung eines festen Hauses des 13. Jh.
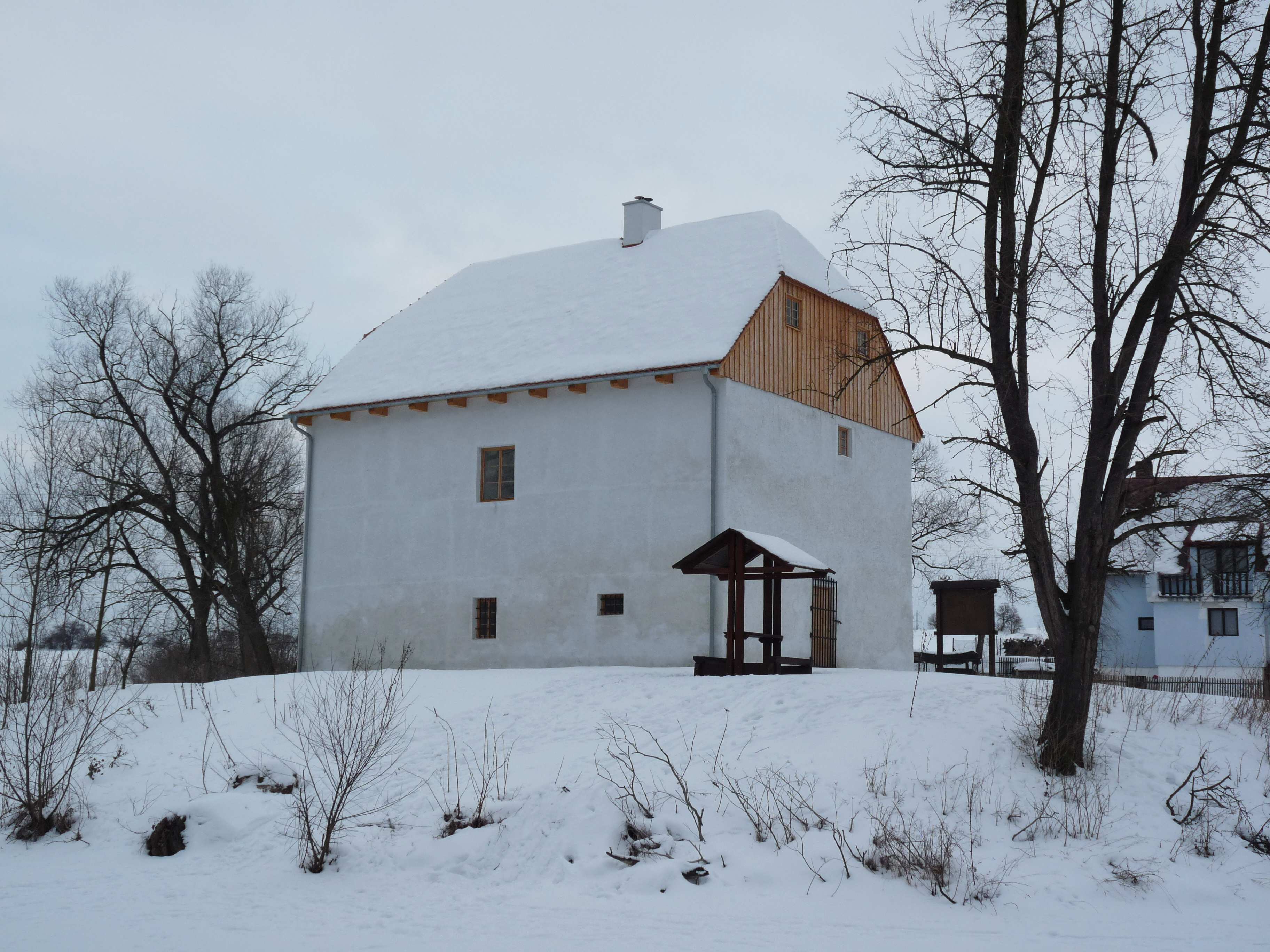
Festes Haus Hlubany (Lubau) bei Podbořany, vor 1321 erbaut, Tschechien
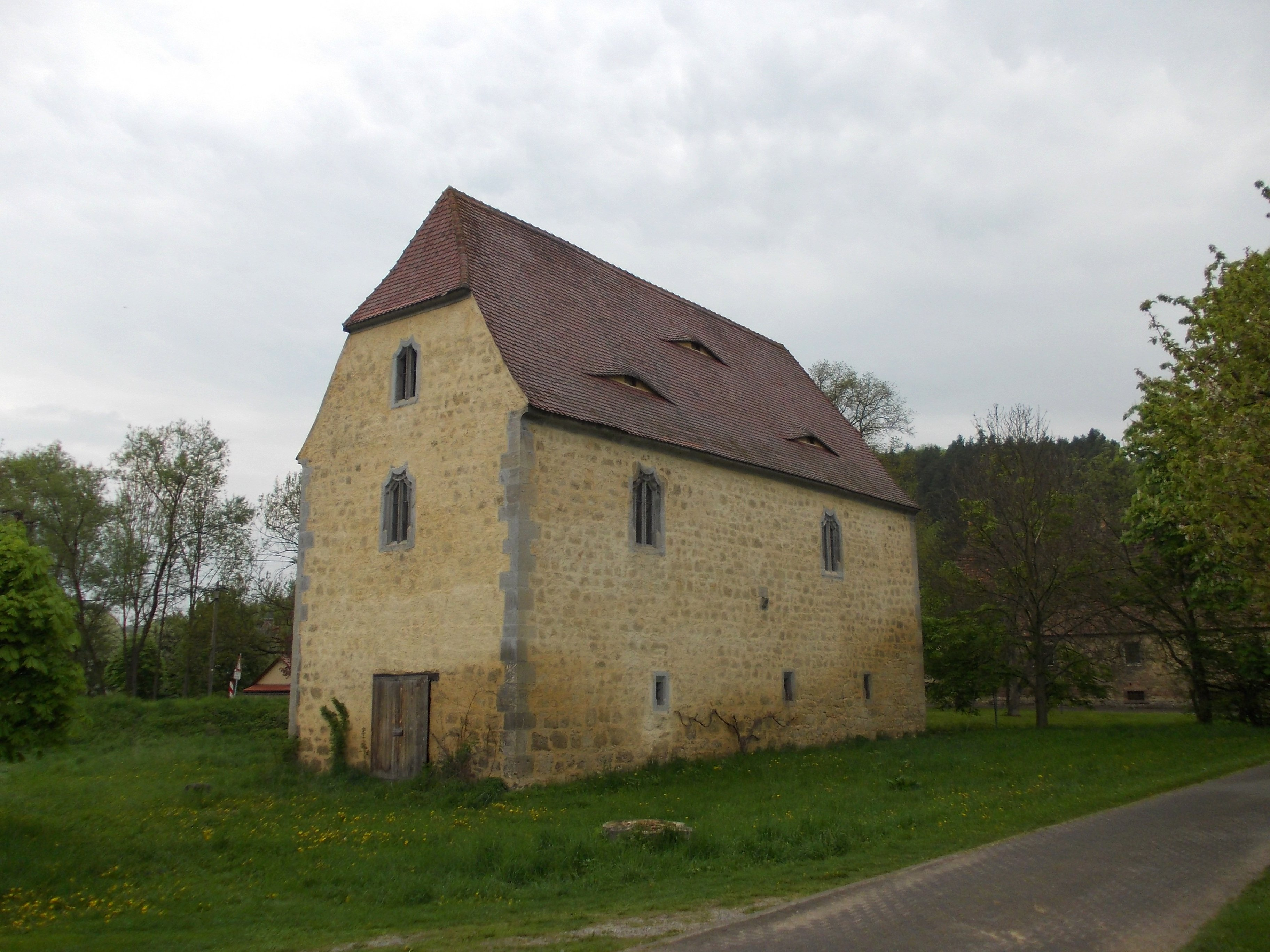
Gotisches Haus (Burgheßler), 1493/94 erbaut
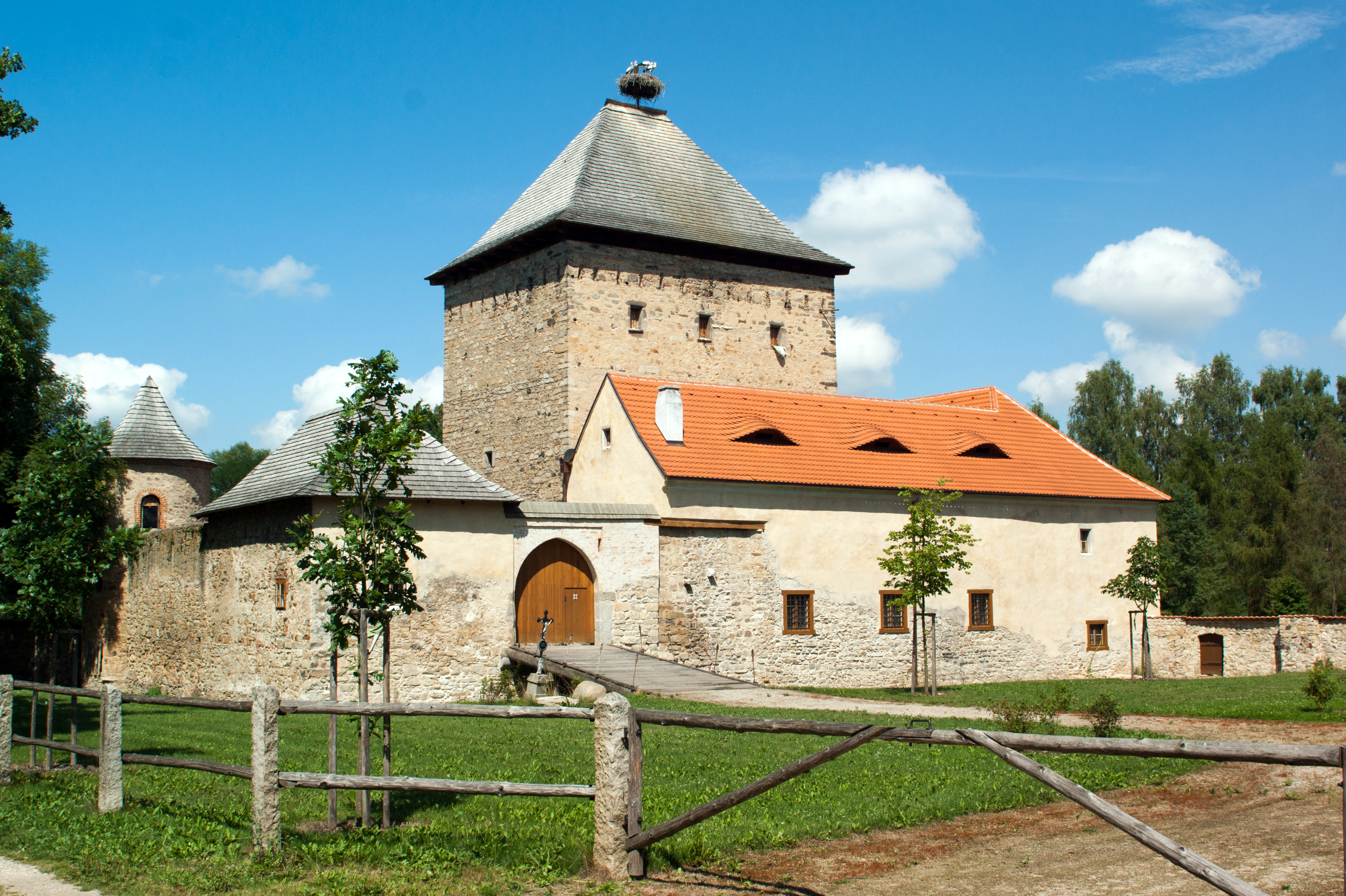
Eine der beiden Kleinburgen in Kestřany, Okres Písek, Tschechien
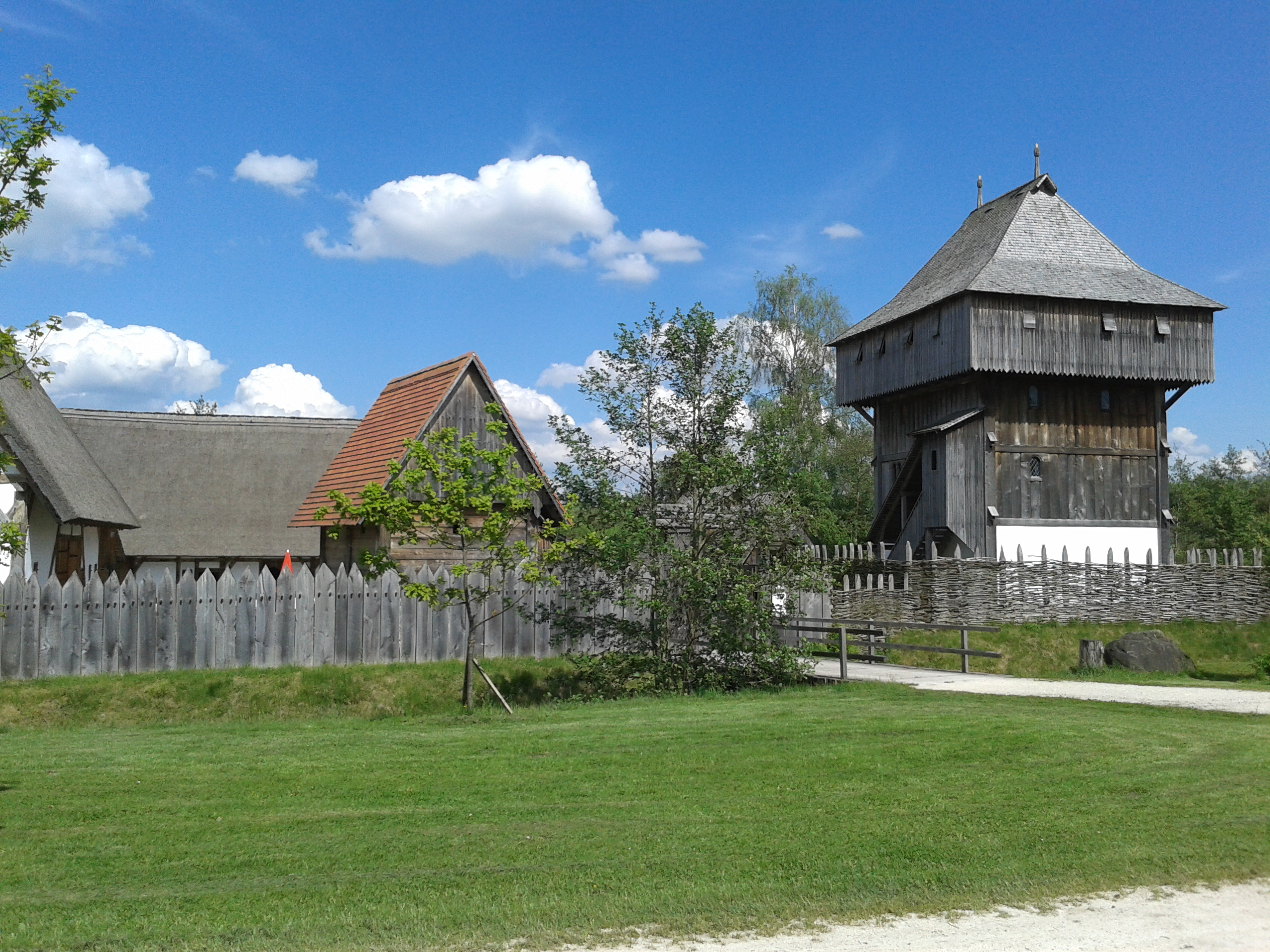
Bachritterburg Kanzach, eine hölzerne Turmhügelburg (Motte) als Rekonstruktion

### Burgmannenhöfe
Burgmannenhöfe (auch als Burgmannenhaus bezeichnet) wurden vom jeweiligen Burgherrn oder Landesherrn in Städten mit Festungscharakter auf oder neben größeren Burgen des Hochadels oder königlichen Burgen als Wohnsitz eines niederadligen Burgmannes oder einer Burgmannenfamilie angelegt.

### Edelhöfe
Die meisten Edelhöfe sind ursprünglich mittelalterliche Rittersitze, meist des niederen Adels oder von Burgmannen (Analogie zum Burgmannenhof), oft im Stile eines Festen Hauses mit einem Wassergraben befestigt. Sie wurden innerhalb von Städten, in Dörfern oder als eigenständiges Anwesen außerhalb von Ortschaften errichtet. Meist waren sie bzw. ihre Eigentümer steuerlich befreit, mussten keine Frondienste leisten und waren rechtlich mit Sonderrechten oder als sogenannter Freihof mit eigener niederer Gerichtsbarkeit ausgestattet. Die Besitzer waren Adlige oder Edelfreie (davon leitet sich der Begriff Edelhof ab) die – auch innerhalb von Städten – nur der Gerichtsbarkeit ihres eigenen Lehnsherrn unterstanden.
Burgartige Edelhöfe sollen bereits in fränkischer Zeit errichtet worden sein und waren im Frühmittelalter offenbar sehr verbreitet. Der erhaltene Edelhof in Großliebringen (auch als Wasserschloss bezeichnet) mit Fachwerkobergeschoss, einem vermauerten romanischen Fenster und teilweise erhaltenem Wassergraben gilt als die älteste erhaltene Wasserburg Thüringens. Mindestens bis ins 18. Jahrhundert war der Begriff Edelhof auch für noch in der Neuzeit errichtete Herrenhäuser des Adels üblich.

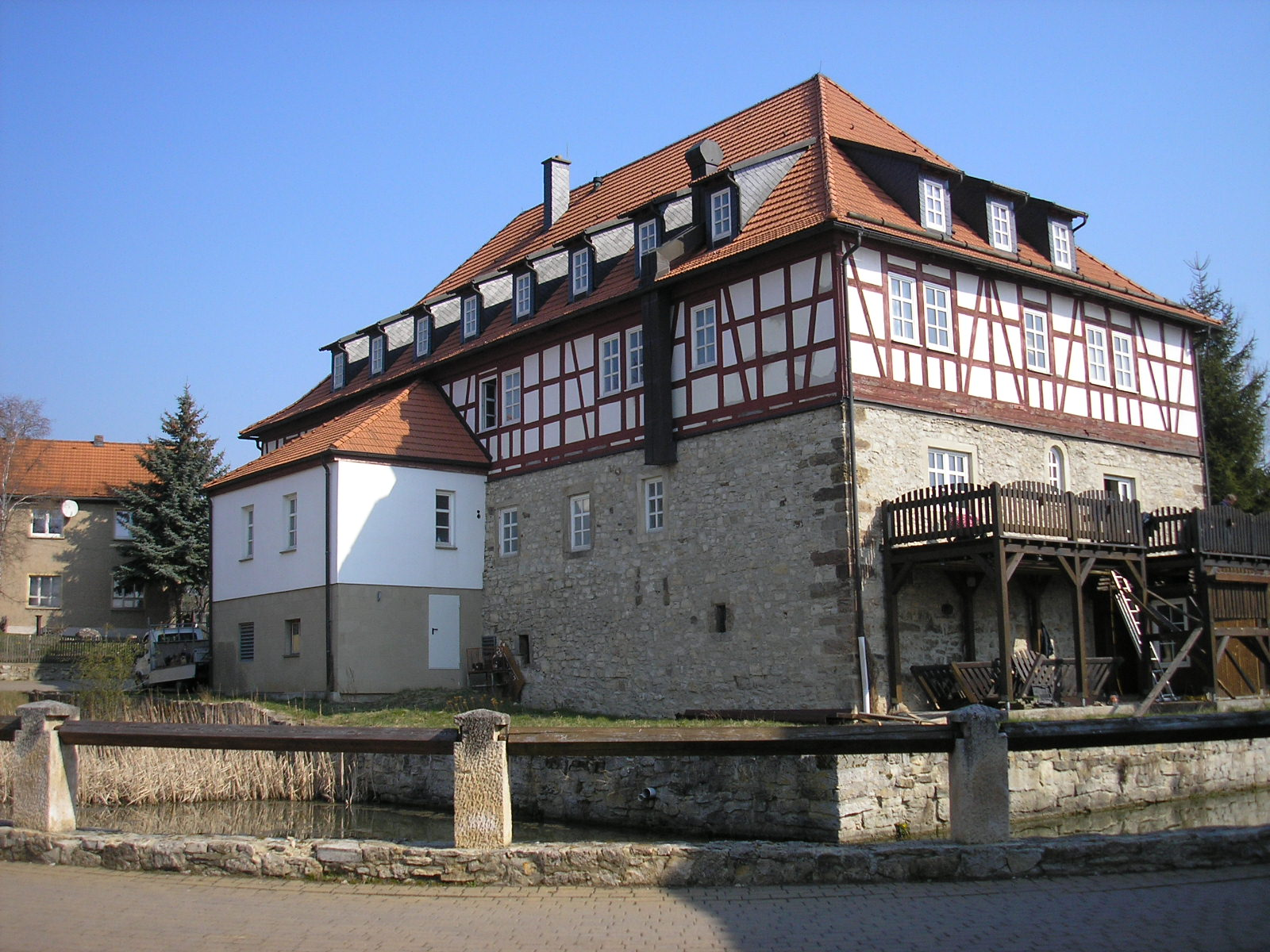
„Edelhof“ Großliebringen, ursprünglich fränkische Wasserburg
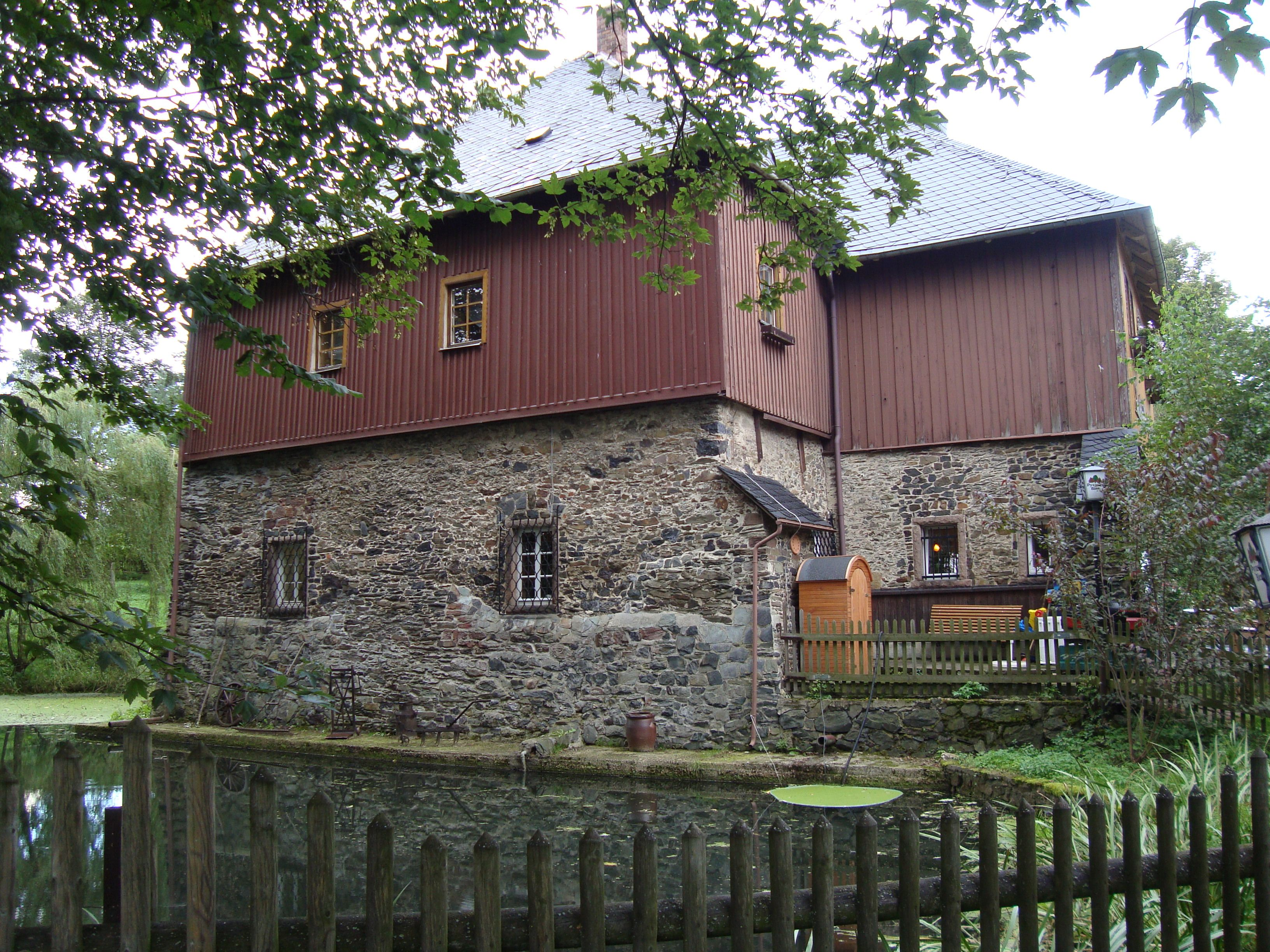
Edelhof Alberoda (Neubau ab 1617) mit Wassergraben, Sachsen

### Wehrhöfe mittelalterlicher Städte

Wasserburgartiger Wehrhof Kühhornshof (um 1860, vor dem Abriss), burgartige Anlage mit Wohnturm, Wassergraben und Zugbrücke, Frankfurt-Nordend, Hessen

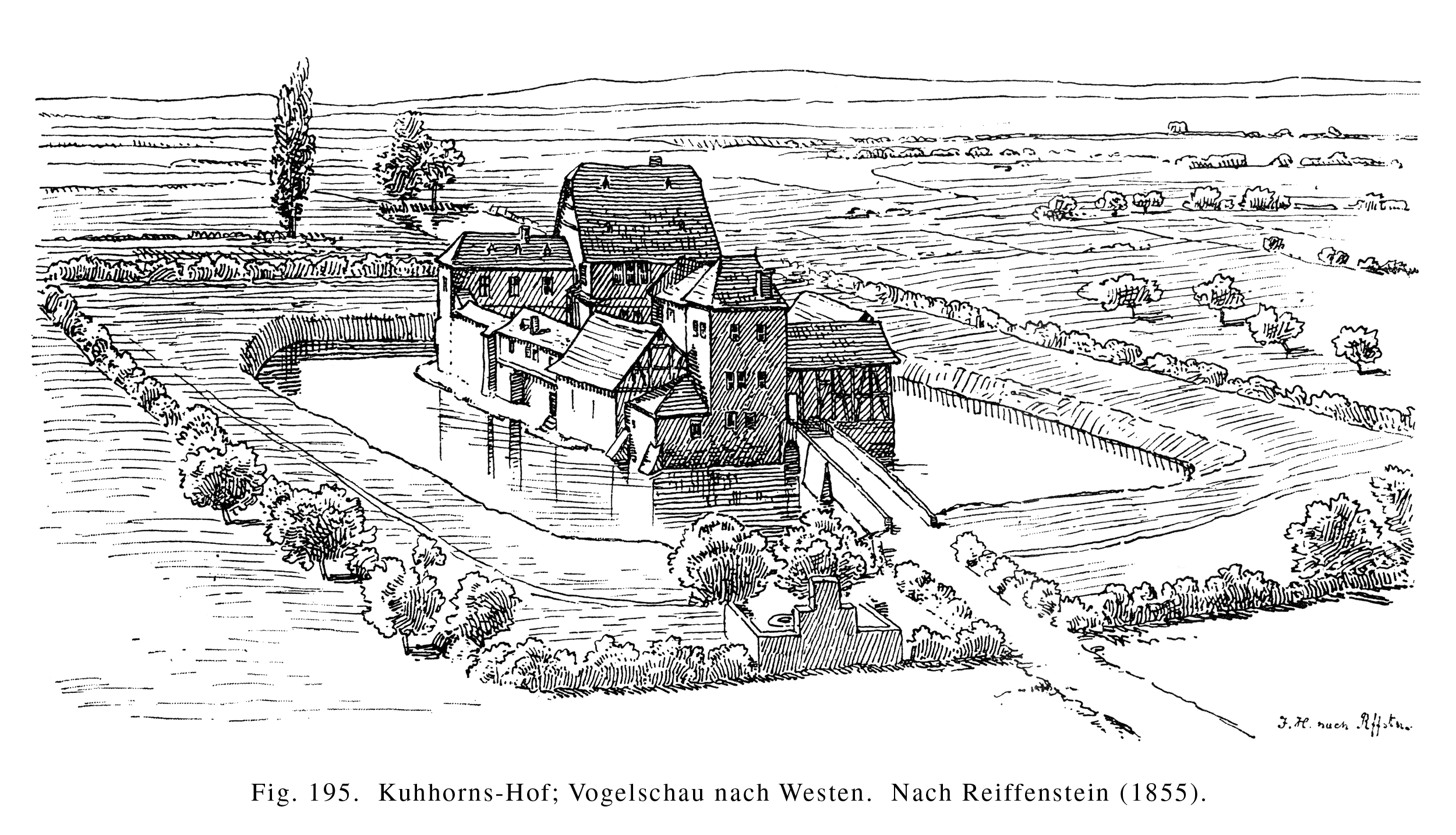
Kühhornshof im Jahre 1855, Julius Hülsen nach C.T. Reiffenstein

Viele mittelalterliche Städte unterhielten sogenannte Wehrhöfe, wehrhafte Gehöfte, außerhalb des Stadtgebietes. Es handelte sich dabei teilweise um burgartige Anlagen, die mit Wällen, Trockengräben oder Wassergräben und Zugbrücke befestigt waren und meistens einen Wehrturm, Wohnturm oder Wartturm enthielten. Die Größe solcher Anlagen variierte von einem einzelnen Haus mit zugehörigem runden oder eckigen Wartturm bis hin zu einer burgartigen Anlage, die sich um einen Hof gruppierte, aus mehreren Gebäuden, Torhaus und massivem Wohnturm bestand und mit einem Wassergraben umgeben war. Ab dem 17. bis zum Ende des 19. Jahrhunderts wurden solche Bauwerke meist abgerissen, weswegen sie heute ein kaum erforschtes Gebiet mittelalterlicher Wehrbauten darstellen. Oft hat sich örtlich nur der Begriff Wehrhof umgangssprachlich erhalten. Oder es blieben nur einzelne Gebäude oder der Wartturm erhalten.
Die Wehrhöfe hatten zusammen mit den Warttürmen mehrere Funktionen:
- als Signalstellen,
- „Geleitburg“ zum Schutz der Reisenden und Händler,
- Unterkunft für die Reisenden bei Nacht und Unwetter,
- sowie Zollstelle.

Daher lagen die Wehrhöfe direkt oder in unmittelbarer Nähe der Handelsstraße, die zur Stadt führte. Der Wartturm kommunizierte direkt mit den Wachen auf der Stadtmauer/dem Türmer oder indirekt über andere Warttürme.
Die Wehrhöfe waren manchmal Teil einer Landwehr, einem (Wasser-)Graben- und/oder Wallsystem, dessen Wälle oft mit dornigen Hecken bepflanzt waren. Die Landwehr schützte die Städte vor plötzlichen Überfällen der zur Stadt gehörenden Dörfer und verhinderte die Umgehung der städtischen Zollstellen zur Einnahme des Wegegeldes durch fahrende Kaufleute. Sie markierte oft auch die Grenze des zur Stadt gehörenden Gebietes. War der Wehrhof Teil einer städtischen Landwehr, so befand er sich in der Regel an dem der Stadt zugewandtem Ende der Landwehr. Hier konnte der Strom der vorbeiziehenden Reisenden effektiv kontrolliert, beschützt und beherbergt werden. Die Wehrhöfe aber auch einzelne Warttürme werden in den Urkunden vieler Städte als „Burgen“ bezeichnet. Beispiele für diese Art der Wehrhöfe waren der Gutleuthof und Kühhornshof, die zu der Frankfurter Landwehr gehörten.

### Weiherhäuser

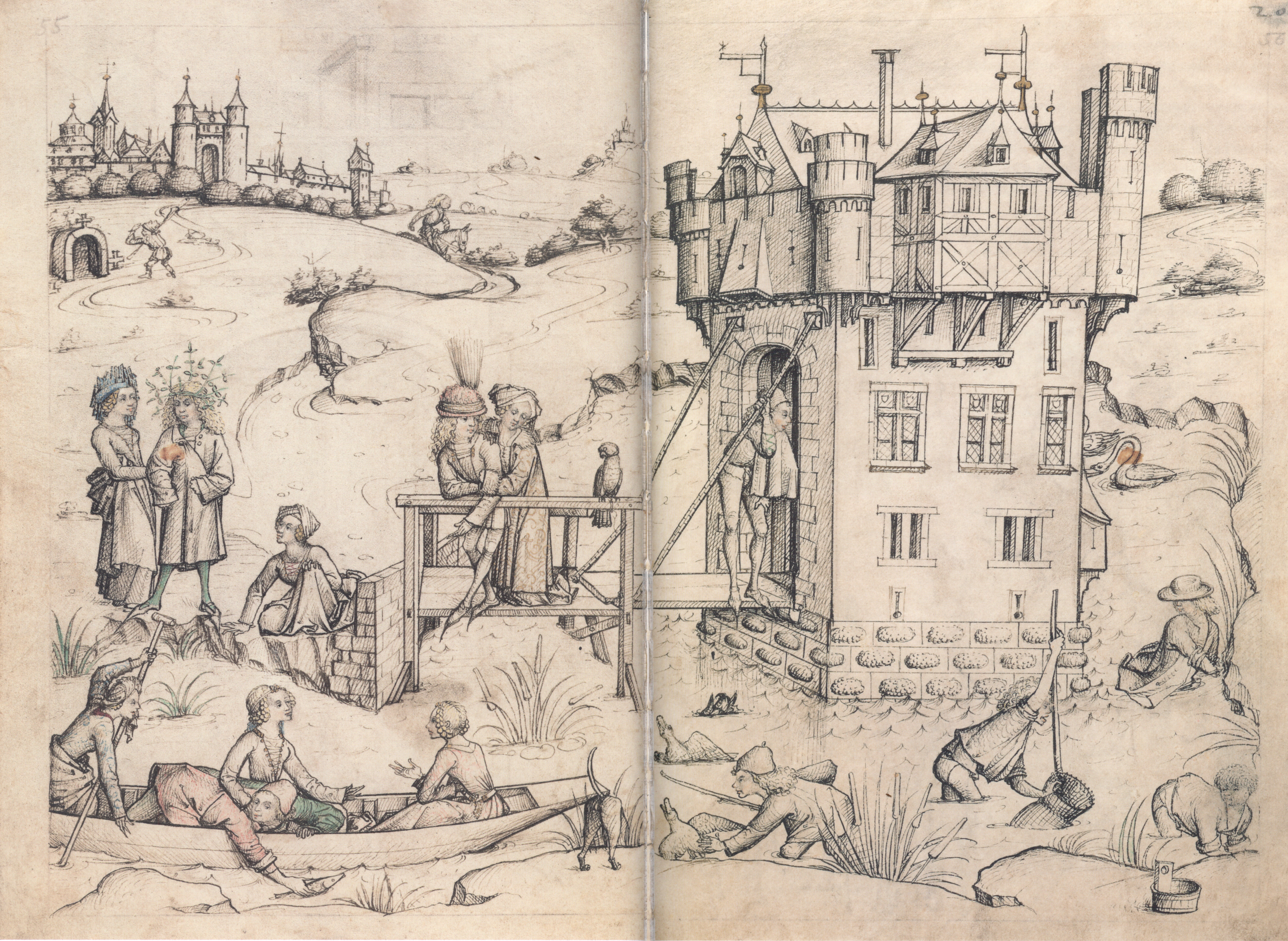
Ein Weiherhaus im Wolfegger Hausbuch (um 1480)

Beim Weiherhaus (oft auch in der Verkleinerungsform als Weiherhäuschen bezeichnet) handelt es sich um einen kleinen, leicht befestigten Adels- oder Patriziersitz, der auf einer natürlichen oder künstlichen Insel in einem Weiher oder einem Teich zumeist im Spätmittelalter erbaut wurde. Die Weiherhäuser waren in der Regel kleine Wohntürme, deren Erdgeschoss meist aus Stein errichtet wurde. Auf diesen Unterbau wurden Obergeschosse aus Holz aufgesetzt. Der Zugang erfolgte über einen Steg mit Zugbrücke. 
Dieser Bautypus ist zu unterscheiden von den größeren und oft auch älteren Wasserburgen. Bisweilen, meist etwas später, erhielten die Türme anstatt der hölzernen Aufbauten Fachwerkaufsätze („Haus auf Turm“), die auf deutschen und niederländischen Gemälden der Renaissancezeit sehr oft zu sehen, jedoch nur selten erhalten sind. Ein frühes Beispiel dieser Bauweise ist das Templerhaus in Amorbach, das um 1250 als vermutlich dreigeschossiger Wohnturm erbaut wurde, wobei die beiden Obergeschosse um 1290 durch einen Fachwerkaufsatz ersetzt wurden.
Weiherhäuser gab es vor allem im süddeutschen Raum und in der Schweiz. In Nürnberg und seinen Vororten haben sich mehrere Weiherhäuser (des Nürnberger Patriziats) kaum verändert erhalten.

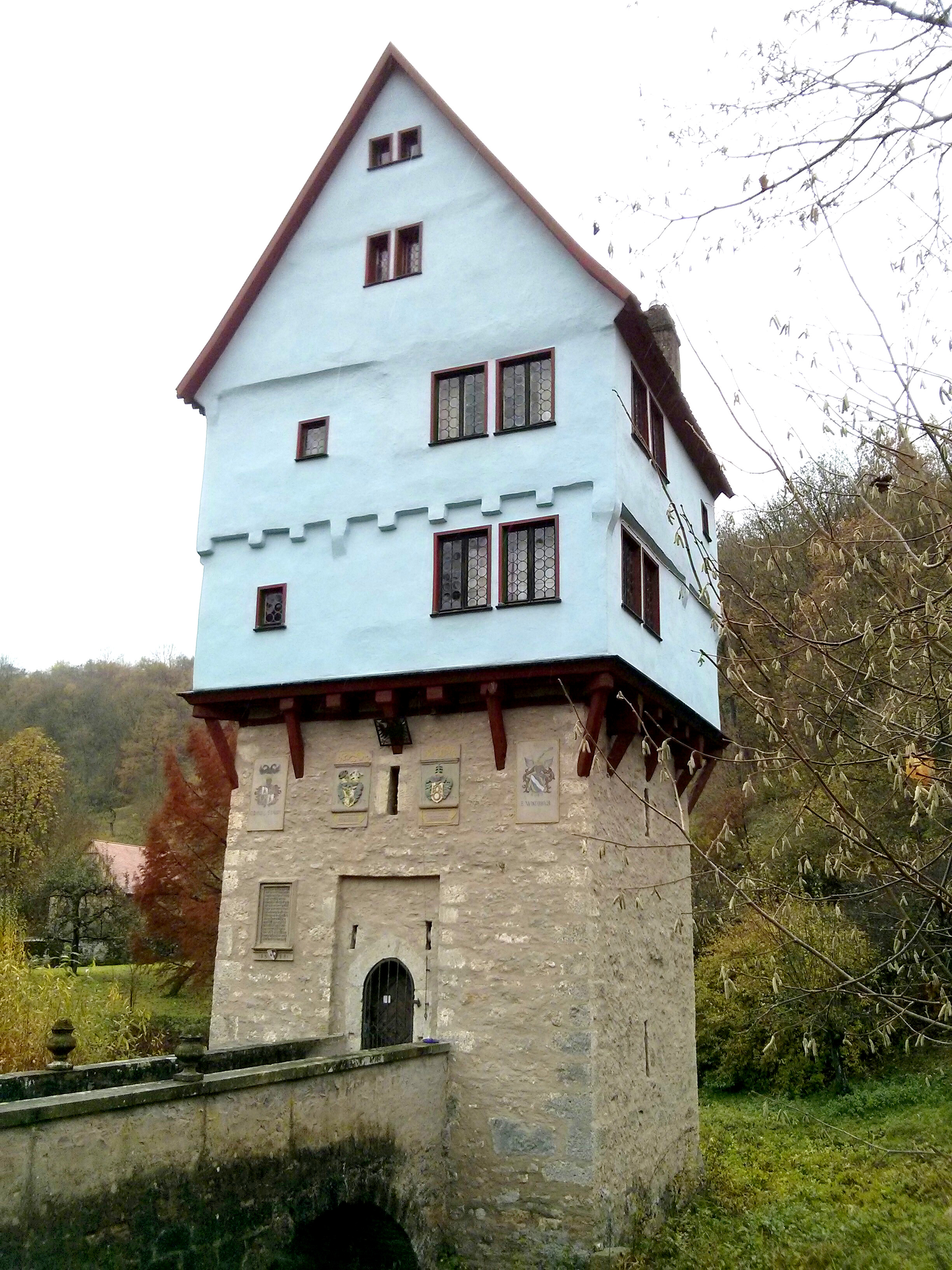
Topplerschlösschen (1388 errichtet), ein Weiherhaus, Fuchsmühle, Bayern
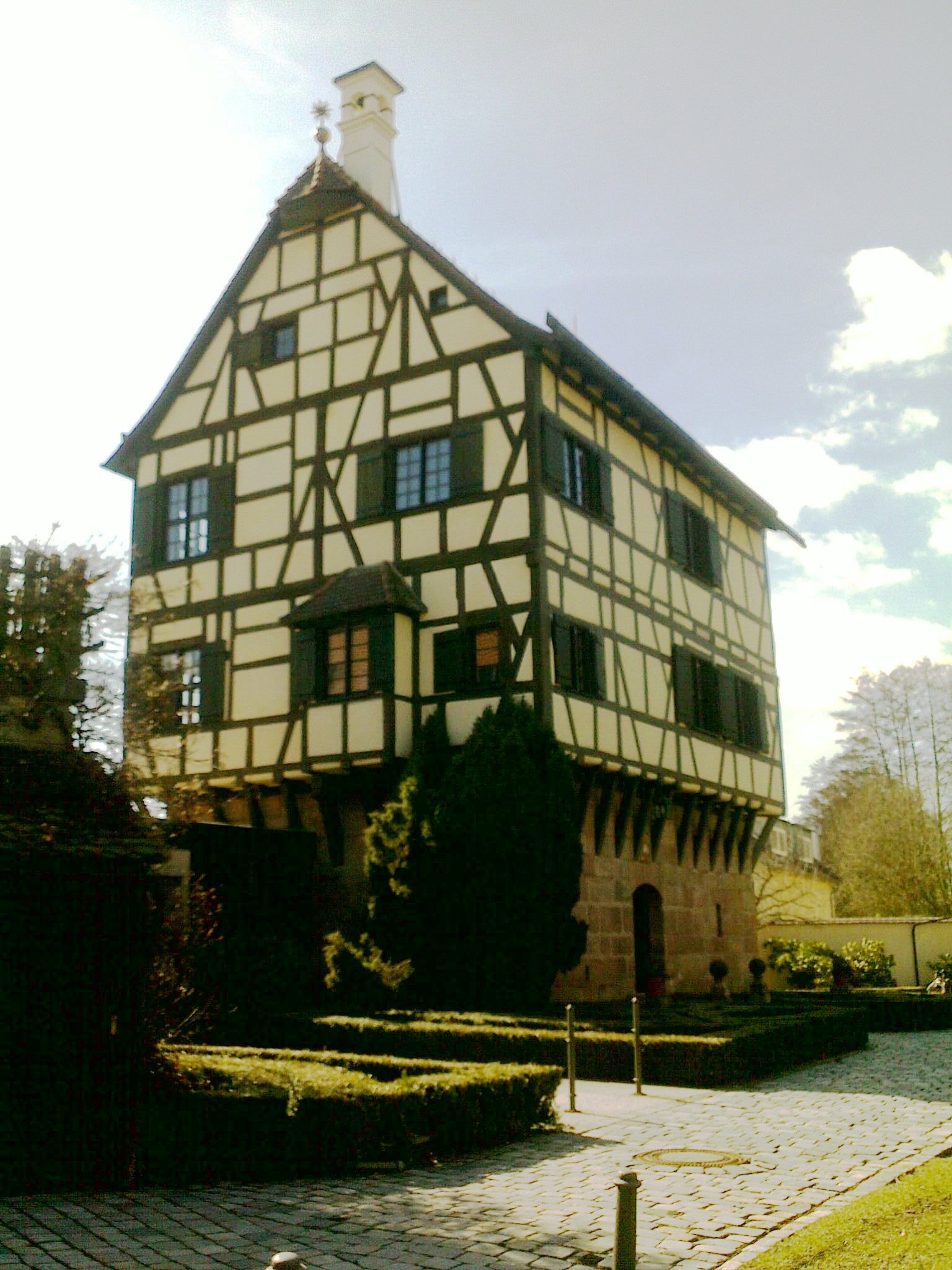
Pellerschloss, ehemaliges Weiherhaus, Fischbach, Bayern
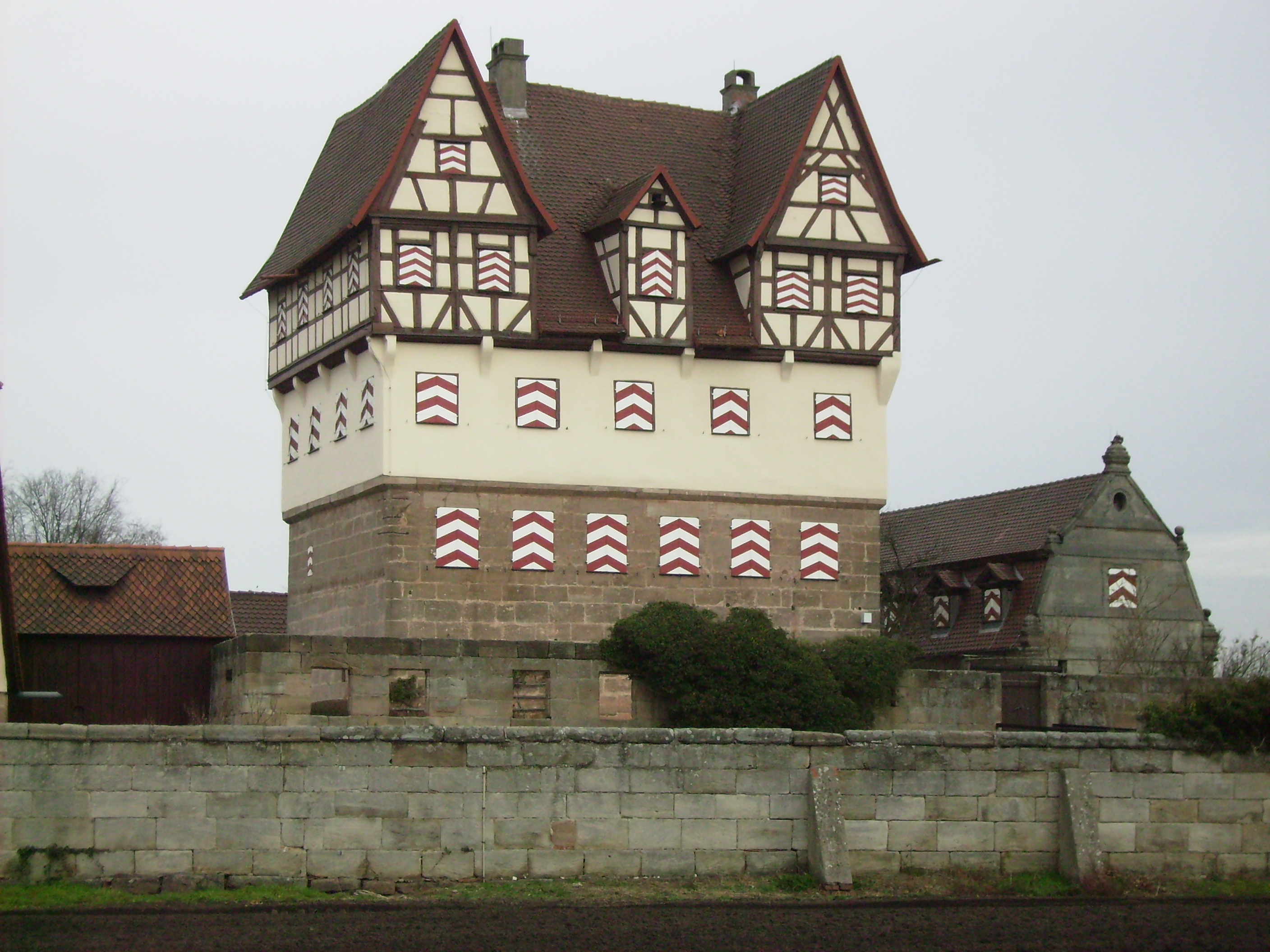
Schloss Neunhof, neu errichtet um 1479 als Weiherhaus, Bayern

Willibald Pirckheimer beschreibt im Jahre 1521 den Rittersitz Neunhof bei Nürnberg folgendermaßen: „Ferner erhebt sich auf einem höheren Hügel, der nach Norden zu liegt, ein herrliches Schloß, aus Steinquadern erbaut, mit vielen Gebäuden geziert, und überdies mit einem unüberwindlichen Graben und mit Schutzwehren auf eine ausgezeichnete Weise befestigt. Von hier an liegt die Aussicht so offen dar, daß man mit einem Blick die ganze Gegend überschauen kann.“ Er beschreibt also einen typischen Rittersitz des niederen Adels, eine Turmhügelburg oder ein Weiherhaus auf einem Hügel mit umlaufendem Wassergraben.

## Feste Häuser in der Frühen Neuzeit

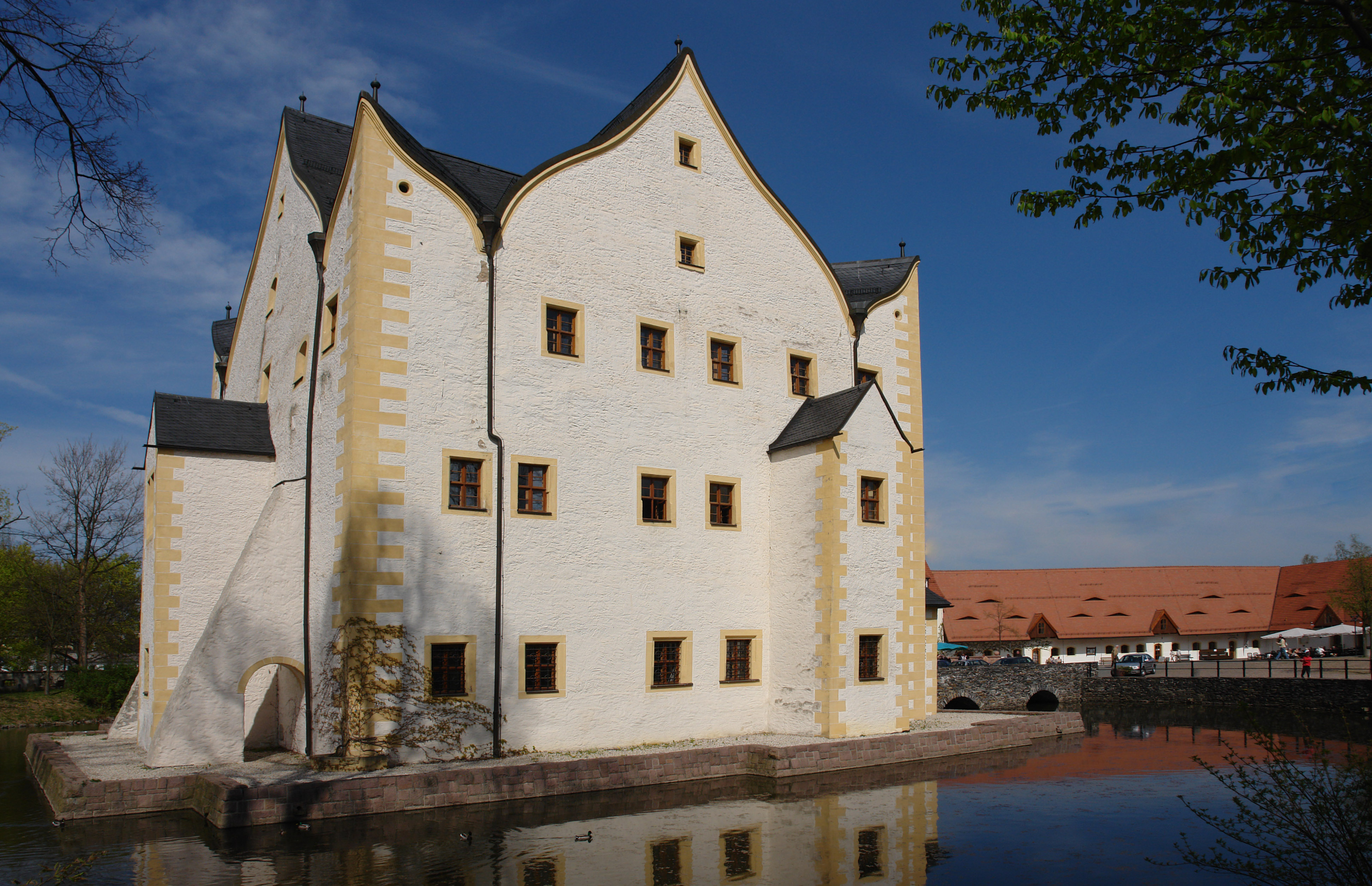
Renaissance-Wasserschloss Klaffenbach (eigentlich: Schloss Neukirchen), Sachsen: ab 1616 erbaut mit Wassergraben, Brücke und vorburgartigem Wirtschaftshof

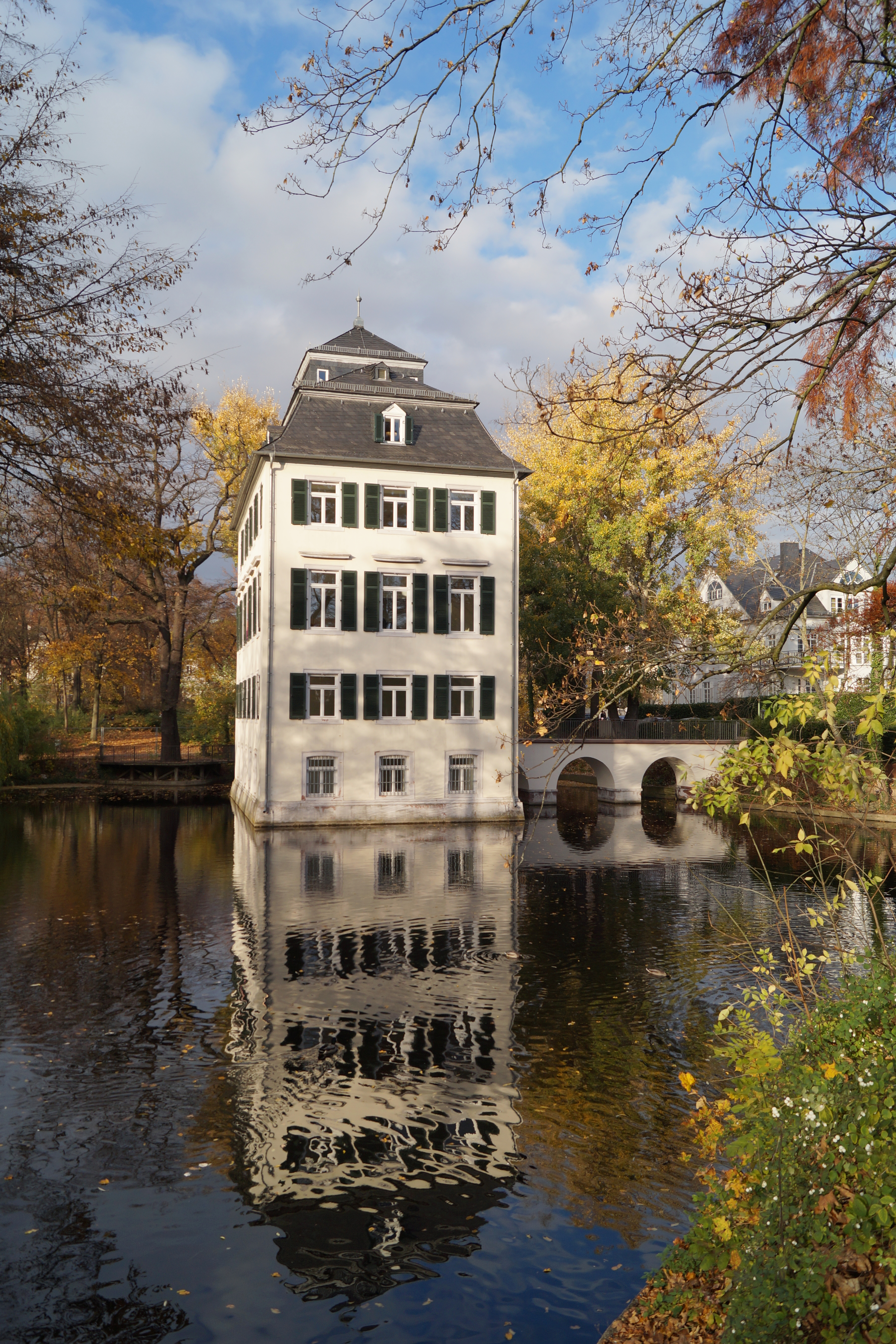
Barockes Holzhausenschlösschen mit Wassergraben, Frankfurt-Nordend, Hessen

Am Übergang vom Spätmittelalter in die Frühe Neuzeit verbreitete sich ein neuer Typus des Festen Hauses, der in der Funktion eines leicht bewehrten Adelssitzes im 16. und 17. Jahrhundert noch einmal eine neue Blüte erlebte. Man begann, die ältere vielgliedrige Burg zu reduzieren, verschiedene Gebäude zusammenzufassen und die unterschiedlichen Gebäudefunktionen wieder unter einem Dach zu konzentrieren. Feste Häuser erfüllten für Landadlige bei geringem Bauaufwand im Vergleich zum größeren Schloss die Anforderungen an Repräsentation und (wenn auch schwache) Befestigung, die sicher keinem militärischen Angriff mit Feuerwaffen standhalten, aber günstigstenfalls nächtliches Raubgesindel abhalten konnte.
Dieser Typus griff oft die Formensprache der mittelalterlichen Vorgängerbauten des Adels auf, etwa Wassergräben, Türme, Zierzinnen, dekorative Erkerchen, nachgeahmte Pechnasen, Ringmauern, Eckquader oder Quadermalereien, mit denen die Eigentümer auf ihren Adelsstand hinwiesen. Dieser wurde manchmal durch den Bau des Hauses auch erst begründet, so häufig bei den Tiroler Ansitzen, deren Neuerrichtung den landesherrlichen Rechtsakt der Steuerbefreiung bezweckte und die oft mit einer Nobilitierung des Bauherrn einschließlich Aufnahme in den Landtag einherging. Ähnlich mussten in Bayern und Österreich neu geschaffene Hofmarken und im nördlichen Deutschland landtagsfähige Rittergüter durch den Landesherrn genehmigt und von der Ritterschaft immatrikuliert werden.
Die Steinbauweise ist in dieser Zeit – anders als im Frühmittelalter – kein Alleinstellungsmerkmal mehr. Die Befestigung erfolgte oft durch Schießscharten für Handfeuerwaffen im Erdgeschoss, einen Wassergraben sowie Wehrerker und Ecktürmchen (Tourellen oder Scharwachttürme) im Dachbereich. Für die Erschließung der Obergeschosse wurde in vielen Fällen ein Treppenturm errichtet. Die Hauptgeschosse waren mit größeren Fenstern ausgestattet und für die standesgemäßen Wohnansprüche des adligen Besitzers ausgelegt. Damit erfüllten die frühneuzeitlichen Festen Häuser freilich nicht die Funktion einer militärischen Befestigung, konnten aber gegen kleinere Überfälle verteidigt werden und entsprachen mit den manchmal auch eher symbolischen Wehrelementen der adligen Repräsentation. Oft erreichen die Festen Häuser durch mehrere Geschosse auch turmartige Proportionen. Die Kleinburg in Kestřany, Okres Písek, Tschechien, verfügte über einen in den Untergeschossen fensterlosen Turm, der vielleicht nur zu Wehr- und Lagerzwecken benutzt wurde. In Frankreich werden die entsprechenden Gebäude als maison forte oder manoir, im englischen Sprachraum als fortified manor house bezeichnet. Sie bildeten oft den Mittelpunkt eines Landgutes und übernahmen dann die Funktion eines Herrenhauses.

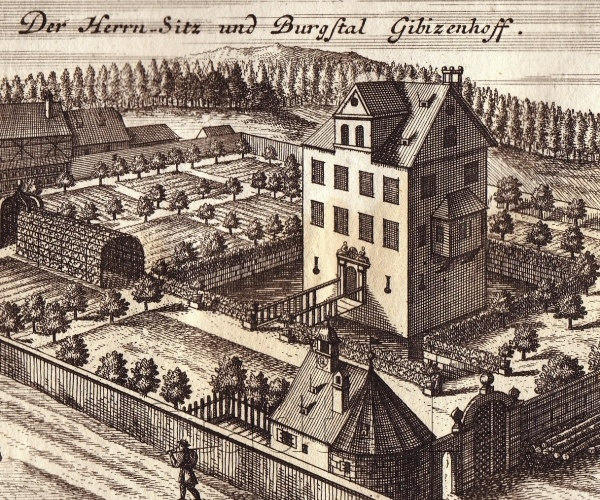
Herrenhaus Gibitzenhof, erbaut um 1562, abgegangen, Nürnberg-Gibitzenhof, Bayern
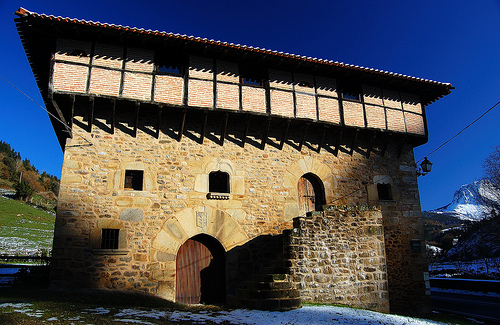
Festes Haus mit Fachwerkaufsatz, Aranguren, Orozko, Baskenland, 16. Jh.
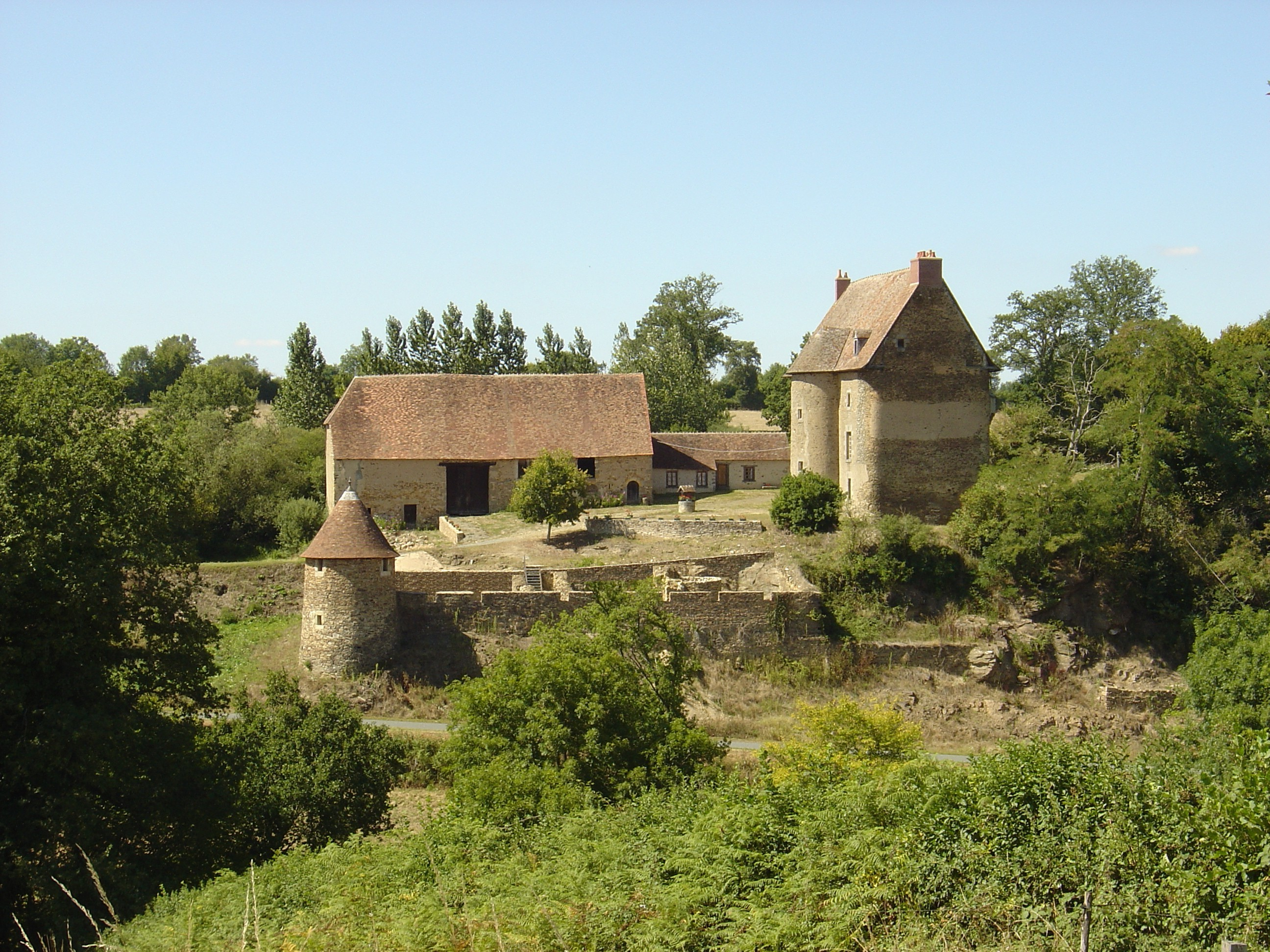
Château du Mont in Sazeray, Indre, Frankreich
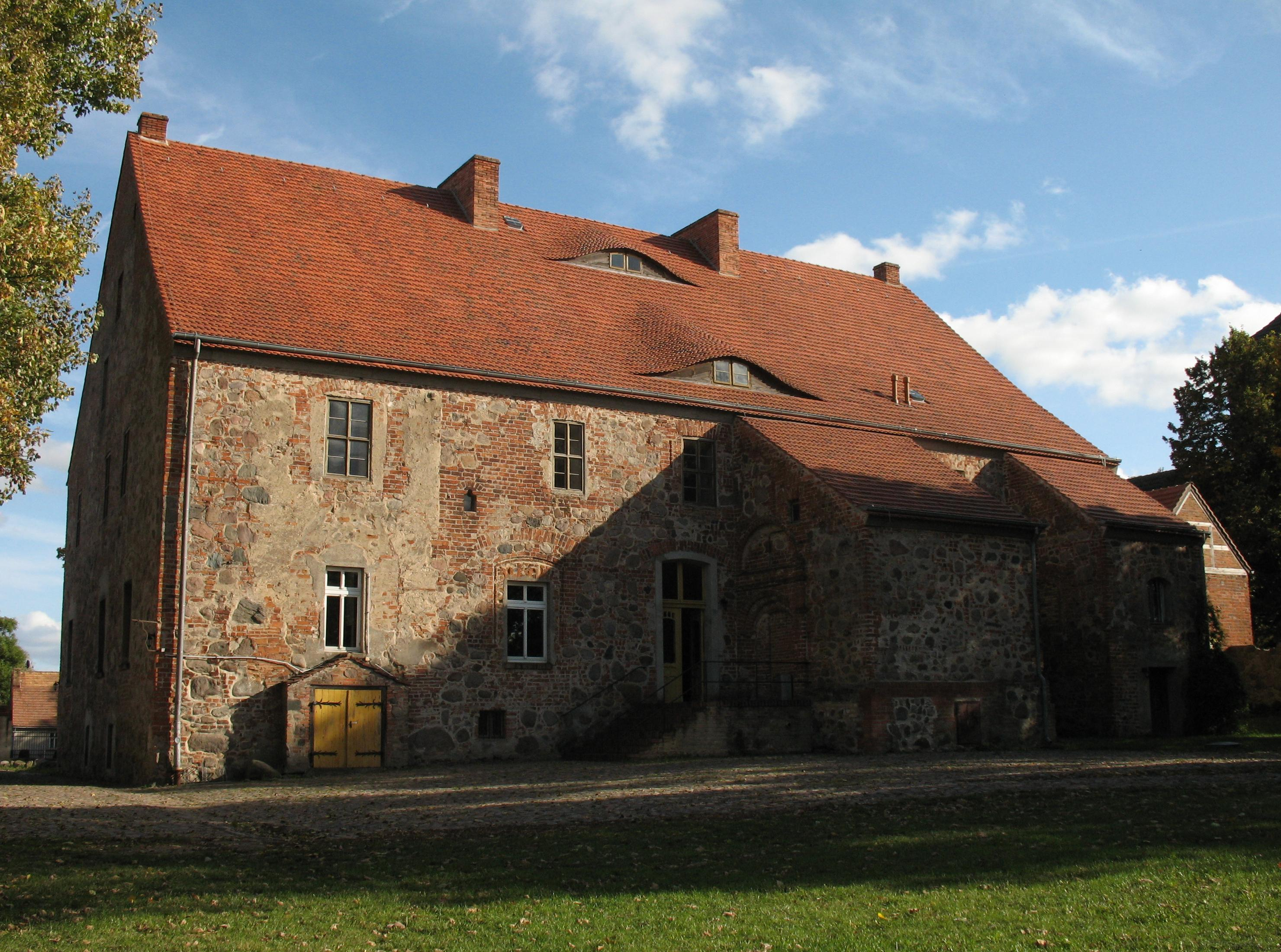
Festes Haus Badingen, Renaissance, Brandenburg
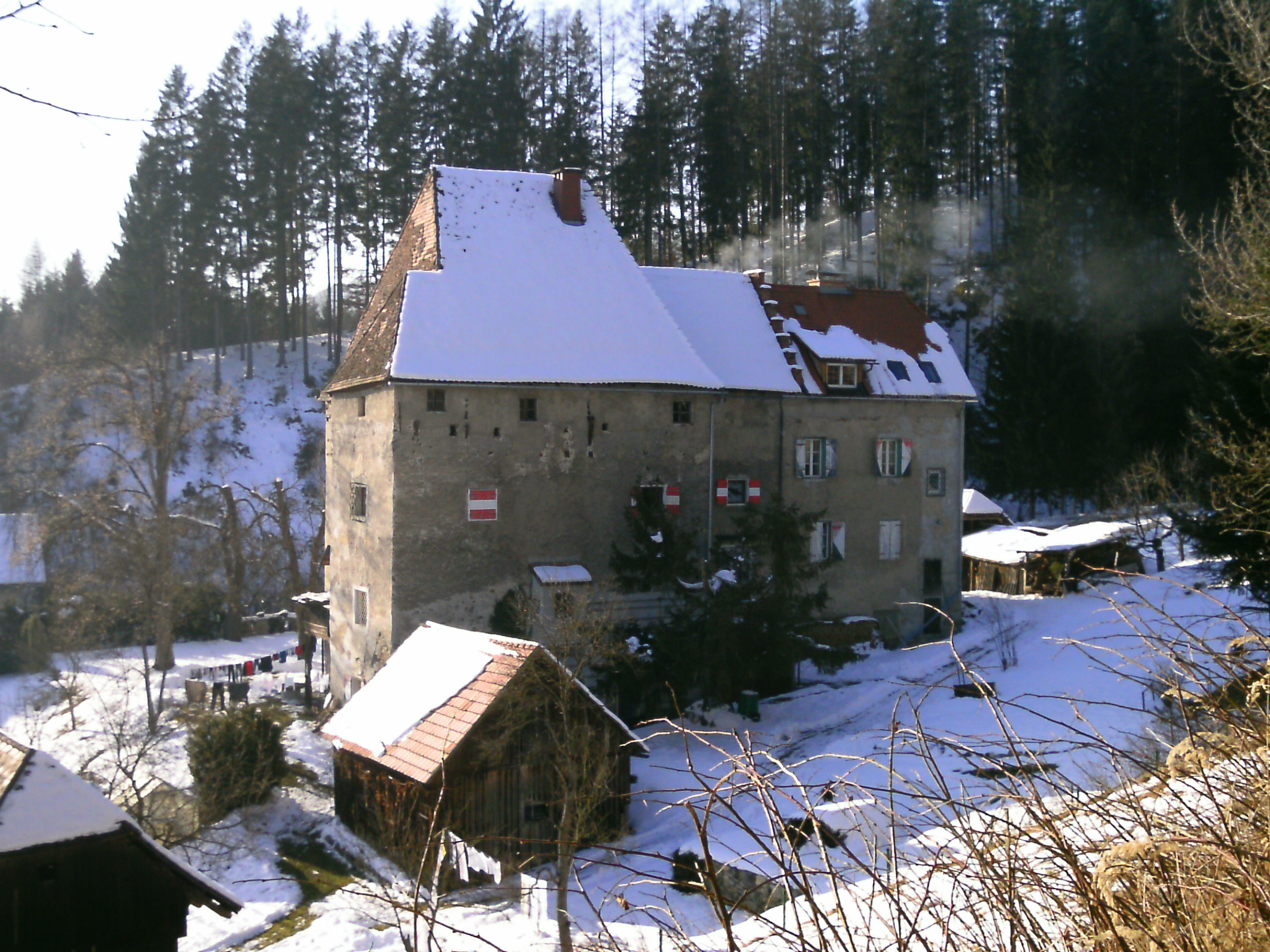
Schloss Hart bei Kindberg Österreich, um 1523

Beispiele Fester Häuser:

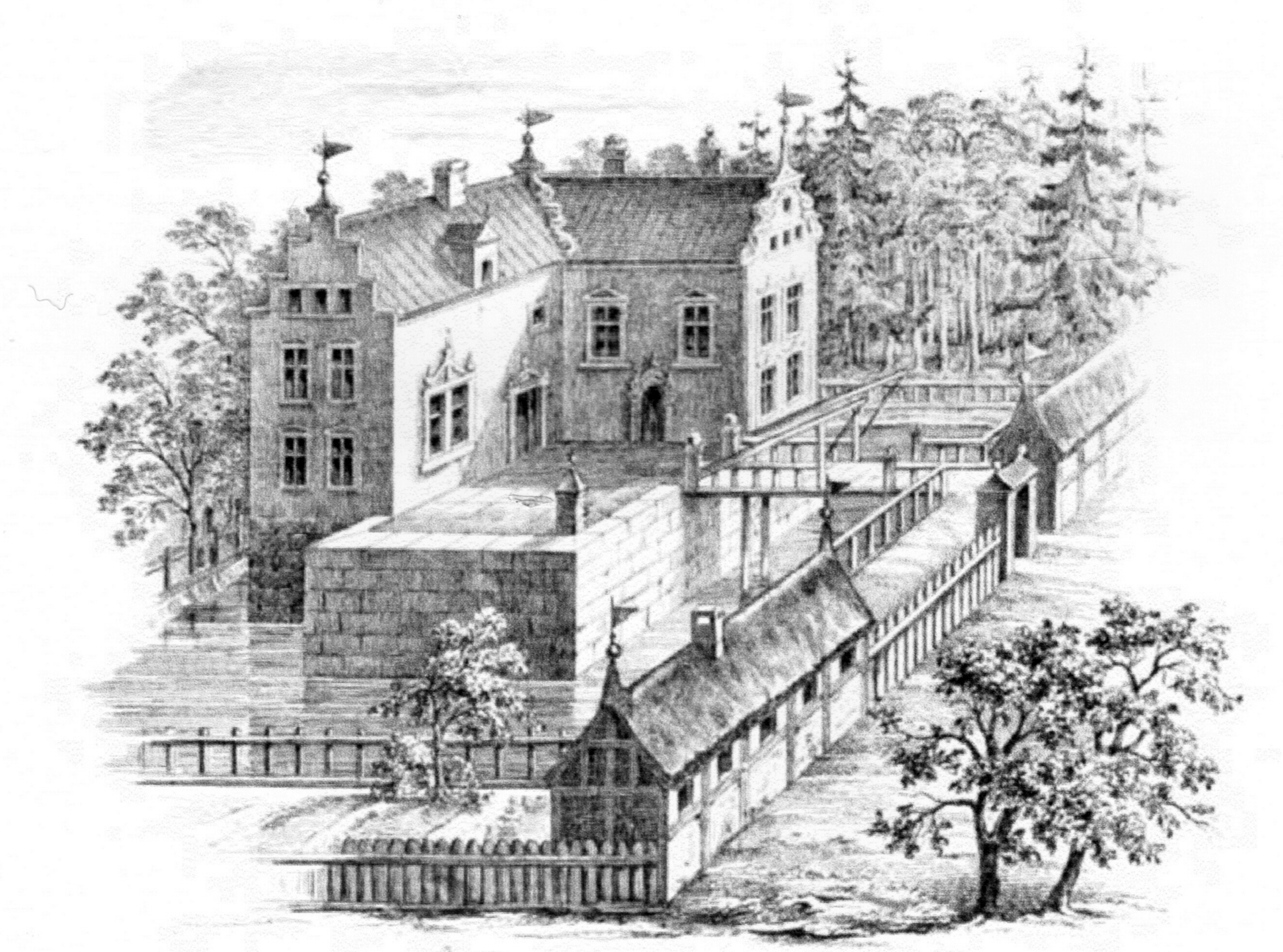
Mehlbek in Westholstein um 1576

- Edelhof Großliebringen, romanischer Bau mit fränkischen Ursprüngen, gilt als älteste erhaltene Wasserburg Thüringens
- ehem. städtischer Wehrhof Kühhornshof (um 1320), nur der Wohnturm erhalten, Hessen
- Kleinburgen: Oberburg und Niederburg in Kestřany, Okres Písek, Tschechien
- „Hohes Haus“ (1438/39) in Bad Hönningen, Rheinland-Pfalz
- Gotisches Haus Burgheßler, ca. 1493, Adelssitz, Sachsen-Anhalt
- Wasserschloss Klaffenbach, ca. 1545 (alter Schlossbau, heutiges Torhaus des neuen Schlossbaues), leicht befestigtes Haus eines Patriziers, Sachsen
- befestigtes Renaissance-Wasserschloss Landskron, 1576–1579, Mecklenburg-Vorpommern
- Festes Haus Badingen, Renaissancebau, Brandenburg
- ehem. befestigtes Renaissance-„Jagdhaus Moritzburg“ (ab 1542), Vorgängerbau von Schloss Moritzburg, Sachsen
- Schloss Ulrichshusen (ab 1562), Mecklenburg-Vorpommern
- Jagdhaus Breitenbrunn (17. Jahrhundert), Ruine, Sachsen
- barockes Holzhausenschlösschen, Hessen
- barockes Wasserschloss Dobitschen, Thüringen